# Szipka (przełęcz)

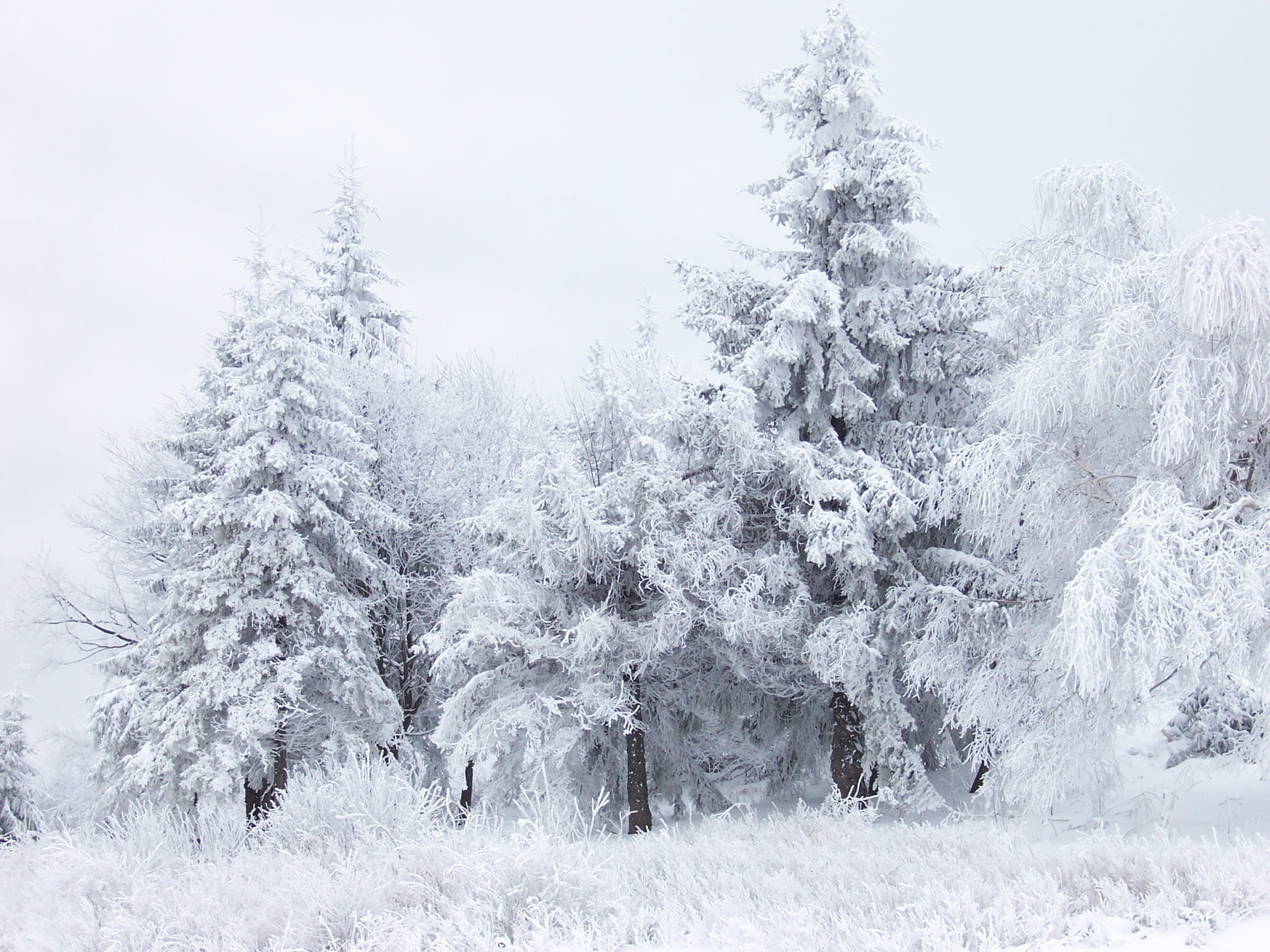
Zaśnieżone drzewa koło Przełęczy Szipczeńskiej

Szipka, Przełęcz Szipczeńska (bułg. проход Шипка – prochod Szipka, Шипченски проход – Szipczenski prochod) – przełęcz w Starej Płaninie na wysokości 1 185 m n.p.m., między miastami Kazanłyk na południowej stronie Bałkanu i Gabrowo na północnej. Przełęcz jest jednym z najważniejszych połączeń transportowych między północną i południową Bułgarią.
Na jej grzbiecie znajduje się Pomnik Wolności, poświęcony bohaterskiej obronie przełęczy przez bułgarskich powstańców i rosyjskie wojska podczas rosyjsko-tureckiej wojny wyzwoleńczej (1877–1878). Przełęcz jest na trasie europejskiego długodystansowego szlaku pieszego E3 ( Kom – Emine).

## Geografia przełęczy
Droga przez przełęcz wije się po południkowym łańcuchu górskim. Z północy na południe są szczyty: Sweti Nikoła (najwyższy z Orłowym gnezdem), Szipka, Uzunkusz.
Na zachód od niej, prawie prostopadle, jest pasmo Krali-Markow bair, który przy szczycie Szipka łączy się z łańcuchem południkowym. Jego szczyty ze wschodu na zachód to: Kjuczuk Jesziłtepe /Küçük Yeşiltepe/ (Bukowa gora, Wolinski, Straniczna/ta/ wisoczina), Jesziłtepe /Yeşiltepe/ (Zelena), Akri Dżebel (Małusza).
Na wschód od południkowego pasma rozciąga się drugi, równoległy do niego łańcuch górski. Z południa na północ są szczyty: Małyk Bedek, Demirtepe (Zacharna gława, Gawranowo gnezdo).
Koło Swetego Nikoli dwa równoległe pasma łączą się. Na wschód od szosy jest szczyt Demiewec (Cicka).
Stoki szczytów są strome i trudno dostępne. Na prawie wszystkie szczyty w dwóch kierunkach prowadzą szlaki górskie i drogi gruntowe. Dalsze i relatywnie dostępniejsze przejścia są możliwe na zachodzie – Przełęcz Chimitlijska – i na wschodzie – Przełęcz Trewnenska.

## Historia przełęczy
Pierwsze pisemne wzmianki o Przełęczy Szipczeńskiej datują się na IV wiek p.n.e., gdy w 335 p.n.e. Aleksander Macedoński przeszedł przez nią ze swoją armią podczas wyprawy na trackich Triballów.
Kilkadziesiąt lat później przez przełęcz przechodziło celtyckie plemię Galatów. W 279–278 p.n.e. założyli oni swoje państwo na południe od przełęczy, w kotlinie kazanłyckiej, ze stolicą w Tylisie, niedaleko od dzisiejszego miasta Kazanłyk.
Szczególnie duże było znaczenie Przełęczy Szipczeńskiej dla Cesarstwa Rzymskiego. Wtedy po raz pierwszy wąska ścieżka górska stała się drogą, wybudowaną z najlepszych dla swoich czasów materiałów i środków. Dzisiaj z wykopalisk historycznych wiadomo, że od I wieku n.e. do IV wieku od Dunaju do Przełęczy Szpiczeńskiej były dwie główne drogi, do których dołączało wiele mniejszych:
- Wielka Droga zaczynała się w dawnym rzymskim mieście Novae, wiodła koło wsi Gostilica i stamtąd przez Gabrowo i Przełęcz Szipczeńską do Augusta Traiana, Adrianopola i stolicy Cesarstwa Wschodniorzymskiego – Konstantynopola;
- Mała Droga też zaczynała się w Novae, po czym wiodła przez wsie Owcza mogiła i Butowo, miasto Pawlikeni, wsie Dobromirka i Kozi rog, gabrowską dzielnicę Padałoto i w samym Gabrowie łączyła się z Wielką Drogą.

W 1961 koło miasta Szipka została odkryta kamienna tablica z napisem: „...imperator Caesar Titus Aelius Hadrianus Antoninus Augustus Pius, ojciec narodu, wypełniający po raz XV władzę trybuna, konsul po raz IV, wybudował dla prowincji Tracja...”
Osmański dokument z 1479–1480 ukazywał strategiczne znaczenie Przełęczy Szipczeńskiej dla Imperium. Kilka lat później Gabrowo, a za nim też miasto Szipka zostały zamienione na derwentdżijksie osady, to jest zobowiązane chronić przełęcz.
Szczególnie duże było znaczenie gospodarcze Przełęczy Szipczeńskiej dla Imperium Osmańskiego po 1700, kiedy miasto Szpika przekształciło się w Kuru Skele (suchą przystań) – główny punkt wymiany towarowej między północną i południową Bułgarią. Mimo wielkiego gospodarczego o wojskowego znaczenia przełęczy, Osmanowie nie przykładali żadnej uwagi do drogi i w 1826 francuski poseł w Carogrodzie, Armand Charles Guilleminot opisywał Przełęcz Szipczeńską jako: drogą możliwą do przejścia tylko dla kawalerii, która jednak łatwo może stać się wygodna dla artylerii, gdyż góra ma wolny teren, sprzyjający jej poszerzeniu.
Kiedy w 1837 sułtan Mahmud II przejeżdżał przez Przełęcz Szipczeńską, żądał uprzednio wybudowania nowej trasy. W następnym 1838 roku francuski geolog dr Ami Boué opisał przełęcz jako: piękna drogę gruntową, która jednak miejscami nie jest dobrze wyznaczona, zasypywaną spadającymi skałami albo też narażoną jak koryto rzeczne na powodzie. Mimo tego ścieżkę dadzą radę pokonać pojazdy kołowe i nawet artyleria, pod warunkiem, że zakręty wzmocni się podporami z drzew i kamieni. W 1855 bułgarscy mieszkańcy okolic Gabrowa i Kazanłyku zostało zmuszone do przymusowych prac celem polepszenie stanu drogi dla przejazdu sułtana Abdulmecida I przez przełęcz.

### Przełęcz Szipczeńska w walkach o narodowe wyzwolenie Bułgarii
Przez cały czas rządów osmańskich w rejonie Przełęczy Szipczeńskiej działali hajducy i przeciwnicy władzy osmańskiej.
W 1622 Evliya Çelebi przejechał przez Przełęcz Szipczeńską z uzbrojonym oddziałem 500 ludzi w drodze na osmański najazd na Austrię. Według jego dziennika podróżnego: zobowiązani ochraniać przełęcz gabrowcy nie wahają się napadać przechodzących przez nią tureckich kurierów, małych grup żołnierzy i innych podróżników. Przy zjeździe do Gabrowa, „w pewnym wąskim, dzikim i kamienistym miejscu, wygodne dla hajduckich zasadzek” oddział Elii Czelebiego został napadnięty i Turcy dwa razy toczyli bitwę. O Gabrowie Evliya Çelebi pisze: Boże, wybacz mi, ale wieś jest buntownicza, nie jest dla osiedlenia się pięciu ani dziesięciu osób w niej... Jednym słowem ci wieśniacy szerzą rozbójnictwo w szipczeńskich górach, nie siedzą w swojej wiosce nawet w 150–200 osób konnicy, a ci, którzy siedzą tam na siłę, nie grzeszą zdrowiem. Rozsądni nie chodzą w te góry, gdyż zarówno zimą, jak i latem jest dużo rozbójników.
Podczas wojny rosyjsko-tureckiej (1806–1812) rosyjski oddział pod dowództwem księcia Wieziemskiego zdobył Tyrnowo i Gabrowo, a rosyjskie grupy wywiadowcze doszły do Kazanłyku. W rejonie Przełęczy Szipczeńskiej zebrała się duża liczba buntowników z Gabrowa, Trjawny, Tyrnowa i Eleny, gotowych naśladować przykład powstańczych Serbów. Z Carogrodu mocą najwyższego sułtańskiego rozkazu rozprawienia się z buntownikami został wysłany Mehmed Dżeladin, który w swoim raporcie z 10 listopada 1810 pisze, że nie może dojść do Tyrnowa, gdyż: podli raja, którzy otoczyli Bałkan, czynią tę podróż niemożliwym. Po koncentracji znacznych sił Przełęcz Szipczeńska znów stała się możliwa do przejścia przez wojska tureckie.
Podczas wojny rosyjsko-tureckiej (1828–1829) rosyjski oddział, pod dowództwem gen. Kiseliowa wszedł do Gabrowa, gdzie został serdecznie przywitany przez bułgarską ludność i wyposażony w przewodników i zapasy na jego drogę ku południowej Bułgarii. Po podpisaniu adrianopolskiego porozumienia pokojowego w 1829 oddział gen. Kiseliowa przebywał około miesiąca na Przełęczy Szipczeńskiej, gdzie prowadził badania geograficzne i kartograficzne.
Na początku lipca 1862 hajduckie oddziały, pod wrażeniem starań Georgiego Rakowskiego i przykładu Panajota Chitowa (bułgarskich rewolucjonistów), zdobyły przełęcz, ale po nadejściu regularnych wojsk tureckich z Niziny Naddunajskiej rozproszyły się.
W 1867 po starciu pod Wyrbowską oddział Filipa Totju uciekał ku Bałkanowi i został okrążony przy Orłowym gnieździe, gdzie najprawdopodobniej znalazł swój koniec.
W 1875 rosyjski pułkownik Artamonow wydał dokładną mapę topograficzną drogi przechodzącej przez Przełęcz Szipczeńską.
W czasach powstania kwietniowego w rejonie Przełęczy Szipczeńskiej działał oddział Christo Patrewa z Nowej machały i Canko Djustabanowa z Gabrowa.
Na początku 1877 rosyjski komitet wojskowo-badawczy wydał dwie broszury – „Szlaki Turcji Europejskiej” i „Bałkany”, które zawierały dokładny opis wszystkich przełęczy górskich. Te broszury, razem z mapą Artamonowa, zostały rozdane rosyjskim żołnierzom armii działającej podczas rosyjsko-tureckiej wojny wyzwoleńczej. Rozegrała się tu wtedy jedna z głównych bitew wojny – Bitwa Szipczeńska, której Iwan Wazow poświęcił swój wiersz „Powstańcy na Szipce.”

## Galeria

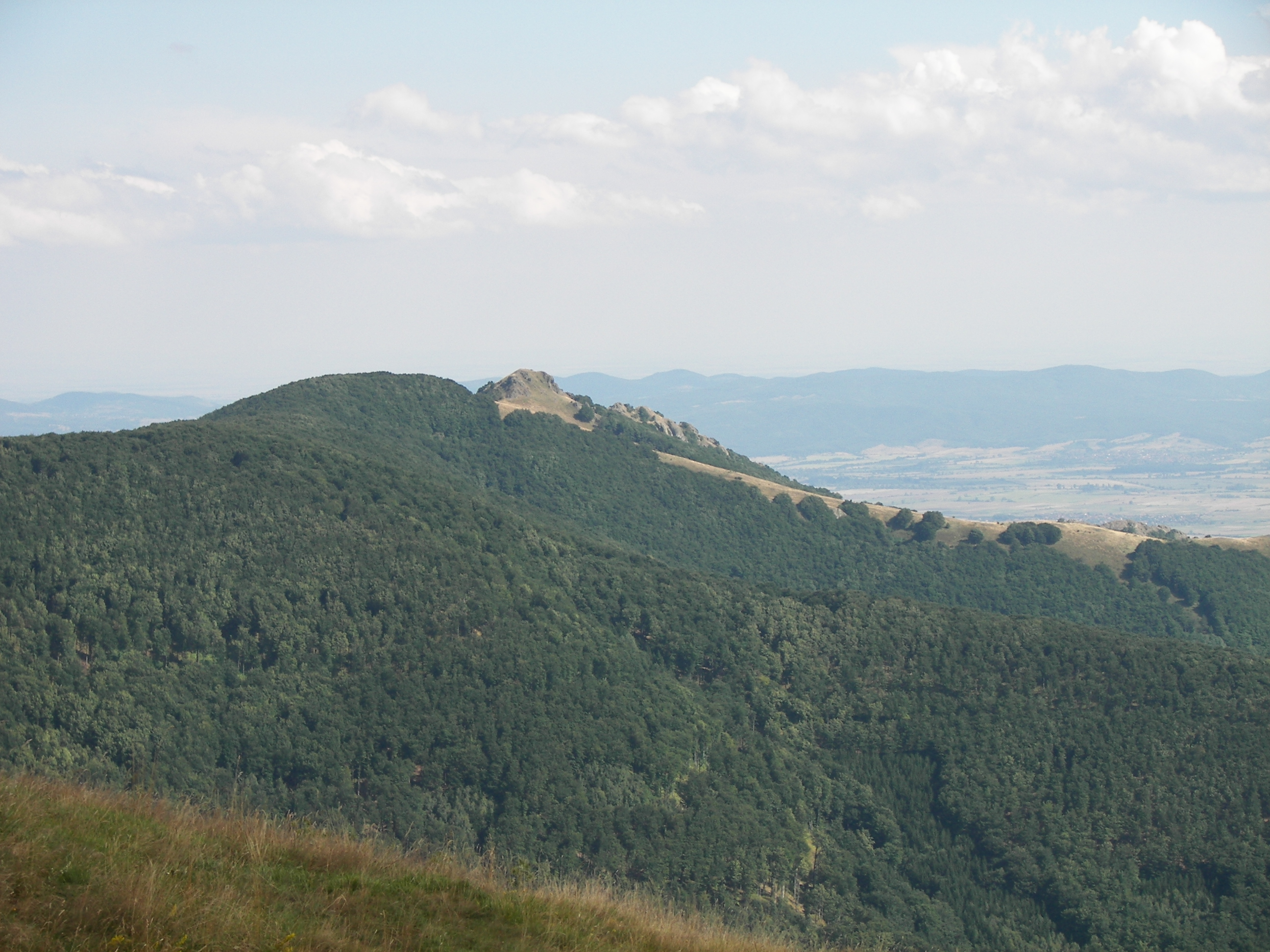
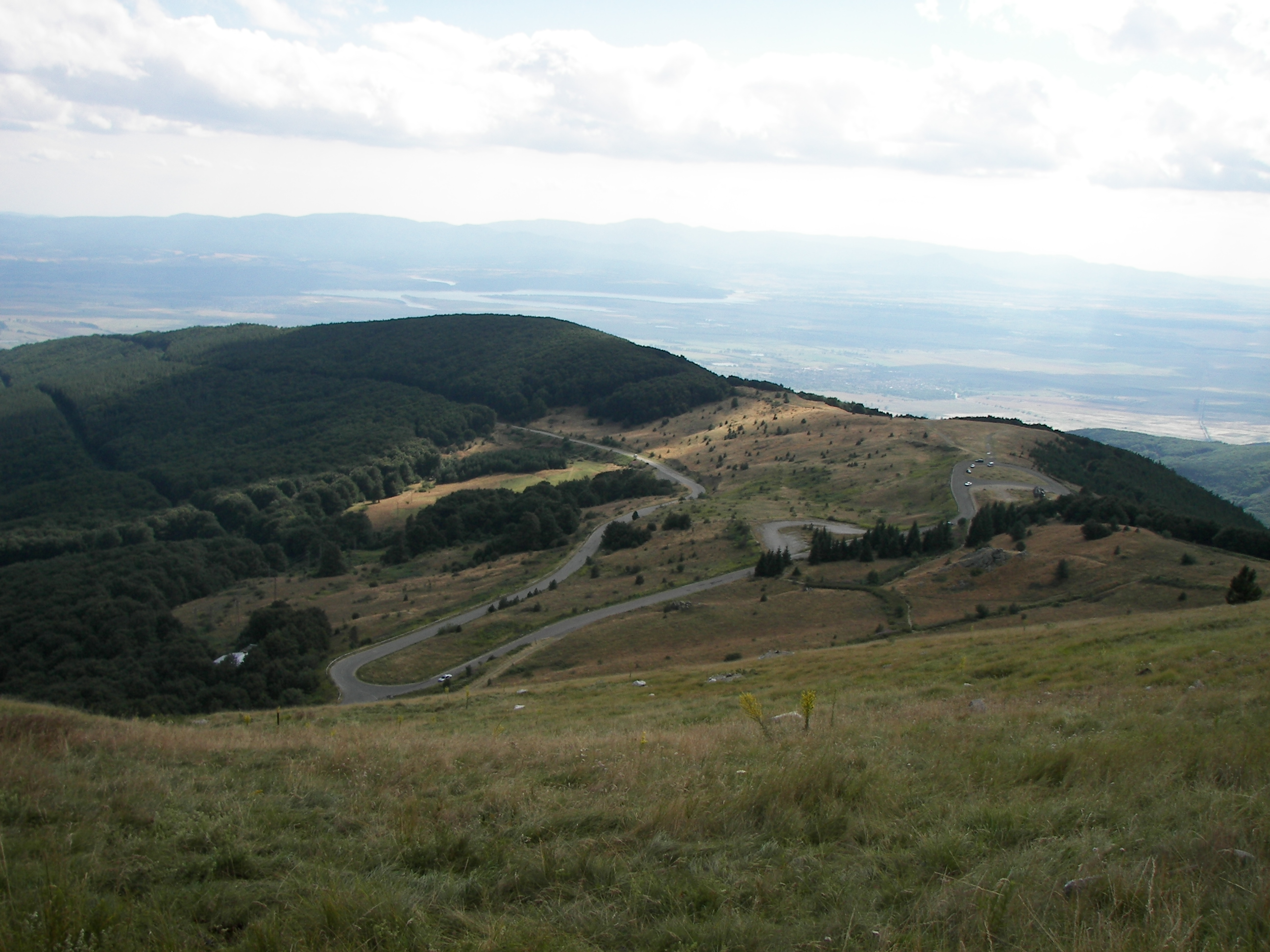
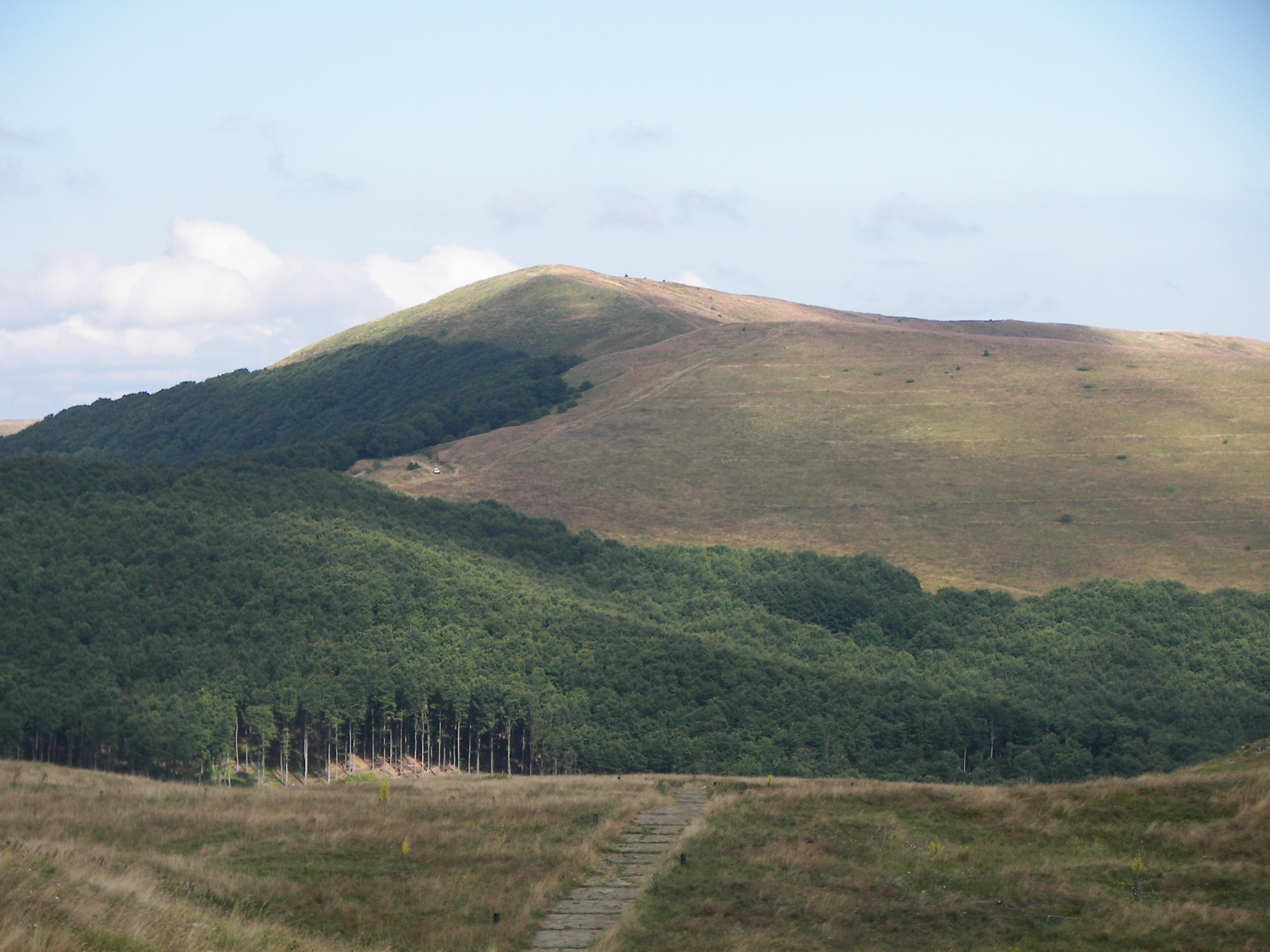
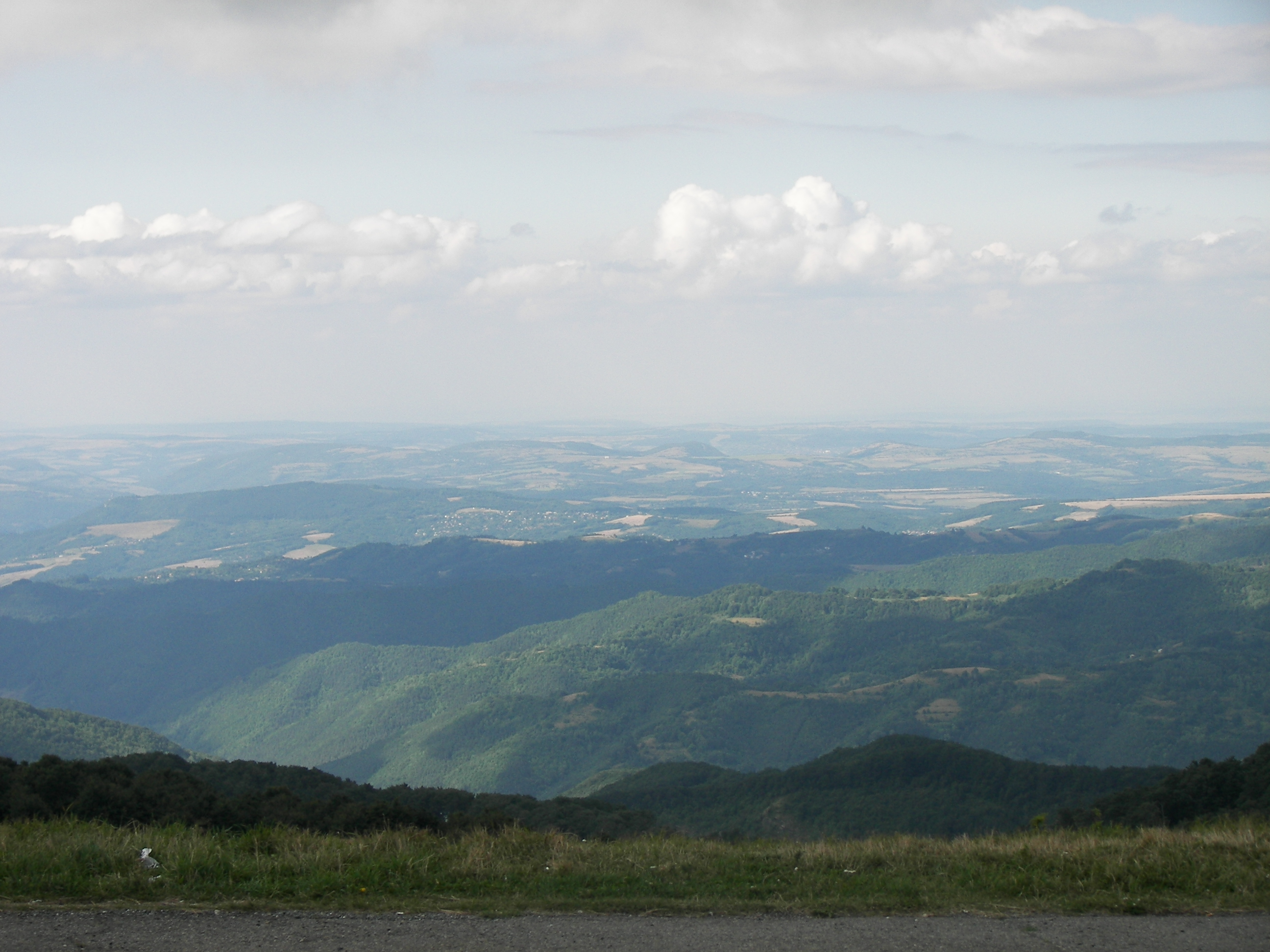